# Felix Nmecha
Felix Nmecha, né le 10 octobre 2000 à Hambourg en Allemagne, est un footballeur international allemand qui joue au poste de milieu offensif au Borussia Dortmund.

## Biographie

### Manchester City
Le 23 janvier 2019, Felix Nmecha joue son premier match en professionnel lors d'une rencontre de coupe de la Ligue anglaise face au Burton Albion FC. Il entre en jeu à la place d'Oleksandr Zinchenko lors de cette rencontre remportée par son équipe sur le score de un but à zéro.
Il joue son premier match de Ligue des champions le 3 novembre 2020, face à l'Olympiakos Le Pirée. Il entre en jeu à la place de Kevin De Bruyne lors de cette rencontre remportée par son équipe sur le score de trois buts à zéro. Il se met en évidence en délivrant une passe décisive pour João Cancelo sur le dernier but, jouant en "une-deux" avec le latéral portugais.

### VfL Wolfsburg
Non conservé par Manchester City, Felix Nmecha rejoint librement le VfL Wolfsburg le 21 juillet 2021, où il signe un contrat de trois ans. Il y retrouve Lukas, son frère, et c'est la première fois que deux frères jouent ensemble en Bundesliga sous le maillot du VfL Wolfsburg.

### Borussia Dortmund
Le 3 juillet 2023, Felix Nmecha rejoint le Borussia Dortmund, signant un contrat de cinq ans, soit jusqu'en juin 2028.

### En sélection
Felix Nmecha évolue au sein des équipes de jeunes anglaises et allemandes. 
Avec l'équipe d'Angleterre des moins de 18 ans, il inscrit un but contre l'Uruguay en mai 2018.
Avec l'équipe d'Angleterre des moins de 19 ans, il inscrit un but contre le Portugal en octobre 2018.

## Vie personnelle
Felix Nmecha naît d'une mère allemande et d'un père nigérian. En 2007, sa famille déménage en Angleterre. Il est le frère cadet de Lukas Nmecha, lui aussi footballeur professionnel.

## Statistiques
| Saison                | Club                  | Championnat           | Championnat | Championnat | Championnat | Coupe nationale | Coupe nationale | Coupe nationale | Coupe de la Ligue | Coupe de la Ligue | Coupe de la Ligue | Compétition(s) continentale(s) | Compétition(s) continentale(s) | Compétition(s) continentale(s) | Compétition(s) continentale(s) | Coupe du monde des clubs | Coupe du monde des clubs | Coupe du monde des clubs | Allemagne | Allemagne | Allemagne | Total | Total | Total |
| Saison                | Club                  | Division              | M.          | B.          | P.d.        | M.              | B.              | P.d.            | M.                | B.                | P.d.              | Comp.                          | M.                             | B.                             | P.d.                           | M.                       | B.                       | P.d.                     | M.        | B.        | P.d.      | M.    | B.    | P.d.  |
| 2018-2019             | Manchester City       | Premier League        | -           | -           | -           | -               | -               | -               | 1                 | 0                 | 0                 | C1                             | -                              | -                              | -                              | -                        | -                        | -                        | -         | -         | -         | 1     | 0     | 0     |
| 2020-2021             | Manchester City       | Premier League        | -           | -           | -           | 1               | 0               | 0               | -                 | -                 | -                 | C1                             | 1                              | 0                              | 1                              | -                        | -                        | -                        | -         | -         | -         | 2     | 0     | 1     |
| Sous-total            | Sous-total            | Sous-total            | 0           | 0           | 0           | 1               | 0               | 0               | 1                 | 0                 | 0                 | -                              | 1                              | 0                              | 1                              | -                        | -                        | -                        | -         | -         | -         | 3     | 0     | 1     |
| 2021-2022             | VfL Wolfsburg         | Bundesliga            | 16          | 0           | 0           | -               | -               | -               | -                 | -                 | -                 | C1                             | 2                              | 0                              | 0                              | -                        | -                        | -                        | -         | -         | -         | 18    | 0     | 0     |
| 2022-2023             | VfL Wolfsburg         | Bundesliga            | 30          | 2           | 5           | 2               | 0               | 0               | -                 | -                 | -                 | -                              | -                              | -                              | -                              | -                        | -                        | -                        | 1         | 0         | 0         | 33    | 2     | 5     |
| Sous-total            | Sous-total            | Sous-total            | 46          | 2           | 5           | 2               | 0               | 0               | 0                 | 0                 | 0                 | -                              | 2                              | 0                              | 0                              | -                        | -                        | -                        | 1         | 0         | 0         | 51    | 2     | 5     |
| 2023-2024             | Borussia Dortmund     | Bundesliga            | 20          | 1           | 2           | 1               | 0               | 0               | -                 | -                 | -                 | C1                             | 7                              | 1                              | 0                              | -                        | -                        | -                        | -         | -         | -         | 28    | 2     | 2     |
| 2024-2025             | Borussia Dortmund     | Bundesliga            | 26          | 4           | 1           | 1               | 0               | 0               | -                 | -                 | -                 | C1                             | 9                              | 1                              | 1                              | 5                        | 1                        | 0                        | 3         | 1         | 0         | 44    | 7     | 2     |
| Sous-total            | Sous-total            | Sous-total            | 47          | 5           | 3           | 2               | 0               | 0               | 0                 | 0                 | 0                 | -                              | 16                             | 2                              | 2                              | 5                        | 1                        | 0                        | 3         | 1         | 0         | 73    | 9     | 5     |
| Total sur la carrière | Total sur la carrière | Total sur la carrière | 93          | 7           | 8           | 5               | 0               | 0               | 1                 | 0                 | 0                 | -                              | 19                             | 2                              | 2                              | 5                        | 1                        | 0                        | 4         | 1         | 0         | 127   | 11    | 10    |